# 28 tháng 10
Ngày 28 tháng 10 là ngày thứ 301 (302 trong năm nhuận) trong lịch Gregory. Còn 64 ngày trong năm.

## Sự kiện
- 312 – Constantinus Đại đế giành thắng lợi trước Maxentius trong trận chiến trên cầu Milvian bắc qua sông Tevere ở phía bắc thành La Mã, trở thành Hoàng đế La Mã duy nhất.
- 1459 – Lê Nghi Dân tiến hành binh biến, sát hại Lê Nhân Tông.
- 1707 – Trận động đất Hōei được ước tính mạnh trên 8 độ Mw làm hơn 5.000 người thiệt mạng ở ba đảo lớn Honshu, Shikoku và Kyūshū của Nhật Bản.
- 1636 – Một cuộc bỏ phiếu của Đại phán của Thuộc địa Vịnh Massachusetts đã thành lập đại học đầu tiên trên lãnh thổ sau này trở thành một phần của Hợp chúng quốc Hoa Kỳ, ngày nay được biết đến là Đại học Harvard.
- 1762 – Chiến tranh Bảy năm: Quân Phổ đánh tan Quân đội Đế quốc La Mã Thần thánh trong trận đánh tại Freiberg.
- 1886 – Tổng thống Grover Cleveland chủ tọa buổi lễ khánh thành Tượng Nữ thần Tự do tại thành phố New York.
- 1868 – Thomas Alva Edison xin cấp bằng sáng chế đầu tiên.
- 1918 – Hội đồng Quốc gia Tiệp Khắc tuyên bố tại Praha rằng Tiệp Khắc trở thành một quốc gia độc lập từ Đế quốc Áo-Hung.
- 1940 – Trong Chiến tranh thế giới thứ hai, quân đội Ý bắt đầu tiến vào Hy Lạp, sau khi Hy Lạp bác bỏ tối hậu thư yêu sách về việc chiếm đóng lãnh thổ Hy Lạp của Ý.
- 1962 – Khủng hoảng Tên lửa Cuba kết thúc với việc Nhà lãnh đạo Liên Xô Nikita Khrushchev ra lệnh rút các tên lửa của Liên Xô khỏi Cuba.
- 1966 – Ngày thành lập Học viện Kỹ thuật Quân sự Việt Nam
- 1998 – Một máy bay phản lực trở khách của Air China đã bị không tặc bởi phi công bất mãn Yuan Bin và bay tới Đài Loan.
- 2014 – Phi thuyền Cygnus CRS Orb-3 nổ sau 6 giây rời bệ phóng tại Virginia
- 2020 - Bão Molave đổ bộ Quảng Ngãi gây thiệt hại nặng nề

## Sinh
- 1830 – Nguyễn Phúc Lương Trinh, phong hiệu Bái Ân Công chúa, công chúa con vua Minh Mạng (m. 1891)
- 1955 – Bill Gates, giám đốc và người sáng lập Microsoft
- 1967 – Julia Roberts, nữ diễn viên nổi tiếng người Mỹ, biết đến nhiều nhất qua vai chính trong phim Pretty Woman
- 1973 – Kim Seo Hyung, nữ diễn viên Hàn Quốc
- 1977 – Lâm Hùng, ca sĩ người Việt Nam
- 1981 - Lương Mạnh Hải, diễn viên, dẫn chương trình người Việt Nam
- 1990 - 
  - Sam (Nguyễn Hà My), nữ diễn viên, người mẫu, người dẫn chương trình người Việt Nam
  - Phương Ly, nữ ca sĩ người Việt Nam

## Mất
- 1976 – Luật sư Trần Văn Tuyên, bí thư Việt Nam Quốc dân Đảng và phó thủ tướng Việt Nam Cộng hòa mất khi bị giam trong trại cải tạo lao động ở Việt Nam.